# Vilallonga de Ter
Vilallonga de Ter es un municipio y localidad española de la provincia de Gerona, en la comunidad autónoma de Cataluña. El término municipal, ubicado en comarca del Ripollés, tiene una población de 395 habitantes (INE 2024).

## Geografía
El municipio se sitúa en el valle de Camprodon, entre Setcasas y Camprodón. Incluye las poblaciones de La Roca de Pelancà, Tregurà de Dalt, Tregurà de Baix y Abella.

## Historia
Hasta la reforma de la nomenclatura municipal de 1916 el municipio se llamaba simplemente Vilallonga. En dicha fecha su nombre fue modificado por el de Vilallonga de Ter.

## Demografía
Vilallonga de Ter cuenta con una población de 395 habitantes (INE 2024).
| Gráfica de evolución demográfica de Vilallonga de Ter entre 1842 y 2021 |
| |
| Población de derecho según los censos de población del INE Población de hecho según los censos de población del INEEn estos censos se denominaba San Martín de Vilallonga: 1842, 1857 y 1860 En estos censos se denominaba Vilallonga: 1877, 1887, 1897, 1900 y 1910 Entre el censo de 1857 y el anterior, crece el término del municipio porque incorpora a Tragura |

## Patrimonio
En el municipio se encuentran la iglesia románica de Sant Martí, la iglesia de Santa Llúcia d’Abella y la iglesia de Sant Julià de Tregurà.

## Curiosidades
El nombre de Vilallonga del Ter tiene su origen en la forma del pueblo, ya que sus casas se alinean a lo largo de la carretera que transcurre paralela al río Ter. En la actualidad su forma "alargada" ya no lo es tanto, puesto que también está creciendo por el norte. En el municipio se encuentra una de las primeras centrales hidráulicas de Cataluña. Tiene decoración modernista y fue construida entre 1903 y 1909.